# Claudia Ott
Claudia Ott (* 1968 in Tübingen) ist eine deutsche Arabistin, Autorin, Übersetzerin und Musikerin. Bekannt ist sie für ihre Neuübersetzung von Tausendundeine Nacht.

## Leben
Claudia Ott studierte Islamwissenschaften, Arabistik, Iranistik und andere orientalistische Fächer an der Hebräischen Universität Jerusalem (1986–88) und der Eberhard Karls Universität Tübingen (1988–92). Sie wurde 1998 im Fach Arabistik mit einer Arbeit zur arabischen Epik („Metamorphosen des Epos“) an der Freien Universität Berlin promoviert. Von 1993 bis 1998 war sie wissenschaftliche Mitarbeiterin am Seminar für Semitistik und Arabistik der Freien Universität Berlin. Es folgte ein Aufenthalt in Kairo zum Studium arabischer Musik sowie zur musikwissenschaftlichen Forschung (Akademie der Künste). Von 2000 bis 2013 war sie wissenschaftliche Assistentin am Seminar für orientalische Philologie an der Universität Erlangen-Nürnberg; seit 2013 war sie Lehrbeauftragte und Assoziiertes Mitglied am Seminar für Arabistik und Islamwissenschaft der Universität Göttingen. 2022 wurde sie zur Honorarprofessorin am dortigen Seminar für Arabistik/Islamwissenschaft II ernannt.
Seit 1992 ist Claudia Ott regelmäßig als Autorin und Übersetzerin für verschiedene Rundfunkanstalten und Zeitungen tätig. Seit 2000 arbeitet sie hauptsächlich freiberuflich als literarische Übersetzerin aus dem Arabischen.
Claudia Ott ist Mitglied mehrerer internationaler Ensembles für orientalische Musik und betreut eigene Programme mit Musik und orientalischer Literatur. Als Musikerin, Übersetzerin und Moderatorin arbeitete Claudia Ott mit bedeutenden Künstlern wie den Nürnberger Symphonikern den Internationalen Händel-Festspielen Göttingen, dem sirene Operntheater in Wien, der Komischen Oper Berlin, Senta Berger, Hannelore Elsner, Günter Grass, Ingo Schulze, Mahmud Darwish, Muhammad Munir, Abdo Dagher und Gamal al-Ghitany zusammen. Unter anderem begleitete sie 2001 und 2004 die Besuche von Günter Grass im Jemen mit Musikprogrammen zu den Lesungen. Daneben erwarb Claudia Ott 2001 den C-Schein für Kirchenmusik und 2008 den B-Schein für Chorleitung und arbeitet seit 2003 auch als Chorleiterin für den Martinschor Beedenbostel.
Seit 2007 ist sie Jury-Vorsitzende des Coburger Rückert-Preises. Für ihre Übersetzung von Tausendundeine Nacht erhielt Claudia Ott Förderstipendien des Deutschen Übersetzerfonds sowie ein Stipendium des Deutschen Literaturfonds. 2011 wurde sie mit dem Johann-Friedrich-von-Cotta-Literatur- und Übersetzerpreis der Landeshauptstadt Stuttgart ausgezeichnet. 2013 war sie für die Weltpremiere ihres Buchs Hundertundeine Nacht für den Preis der Leipziger Buchmesse in der Kategorie „Übersetzung“ nominiert.

## Veröffentlichungen
- Metamorphosen des Epos. Sīrat al-Muǧāhidīn (Sīrat al-Amīra Dāt al-Himma) zwischen Mündlichkeit und Schriftlichkeit. Research School of Asian, African, and Amerindian Studies (=CNWS publications 119), Universiteit Leiden, Leiden 2003 (Dissertation), ISBN 90-5789-081-X.
- Tausendundeine Nacht. Nach der ältesten arabischen Handschrift in der Ausgabe von Muhsin Mahdi erstmals ins Deutsche übertragen von Claudia Ott. C.H.Beck, München 201111 (20041), ISBN 978-3-406-51680-1.
  - auch als Taschenbuch: dtv, München 20103 (20061), ISBN 978-3-423-13526-9.
  - auch als Hörbuch: Hörbuch Hamburg, Hamburg 20041 (verschiedene Ausgaben und weitere Auflagen), ISBN 978-3-89903-789-0.
- Gold auf Lapislazuli. Die 100 schönsten Liebesgedichte des Orients. C.H.Beck, München 2008, ISBN 978-3-406-57669-0.
- Hundertundeine Nacht. Aus dem Arabischen erstmals ins Deutsche übertragen und umfassend kommentiert von Claudia Ott. Nach der andalusischen Handschrift des Aga Khan Museum. Mit Faksimile-Abbildungen des Originals. Manesse Verlag, Zürich 2012, ISBN 978-3-7175-9026-2.
- Tausendundeine Nacht. Das glückliche Ende. Nach der Handschrift der Raşit-Efendi-Bibliothek Kayseri erstmals ins Deutsche übertragen von Claudia Ott. C.H.Beck, München 2016, ISBN 978-3-406-68826-3.
- Tausendundeine Nacht – Das Buch der Liebe. C. H. Beck, München 2022, ISBN 978-3-406-79035-5.
- Jokha Alharthi: Herrinnen des Mondes, ins Deutsche übersetzt von Claudia Ott, Dörlemann, Zürich 2025, ISBN 978-3-03820-152-6.

## Diskographie
- Firqat Agabi, Al-Hubb al-Ilahi, Cairo 1999 (Mitwirkung; MC)
- Muhammad Munir, Fi Ishq al-Banat, Cairo 2000 (Mitwirkung; MC, CD)
- Mit Bergen und mit Steinen, Berlin 2003 (CD)
- In Zusammenarbeit mit der Deutschen Botschaft Sanaa und dem Goethe-Institut: Tour de Jemen – Lieder nach Gedichten von Günter Grass. Musik: Sahar Taha, Murad al-Aqrabi, Claudia Ott, Sanaa – Berlin 2004 (CD)
- Das Alexanderfest mit orientalischen Zwischenmusiken. Berlin 2004 (Mitwirkung; CD)
- Tausendundeine Nacht – das Lesekonzert. Bremen 2005 (CD)

## Auszeichnungen
- 2011 Johann-Friedrich-von-Cotta-Literatur- und Übersetzerpreis der Landeshauptstadt Stuttgart
- 2019 Aufenthaltsstipendium der Künstlerresidenz Chretzeturm, Stein am Rhein[1]
- 2019 Preis der Kulturstiftung Erlangen für die Übersetzung von Tausendundeiner Nacht
- 2024 Gerda Henkel Tandem Fellowship[2]